# Fineus (syn Agenora)
Fineus (gr. Φινέας Finēas, Φινεύς Fineus, łac. Phineus) – w mitologii greckiej król Tracji, wieszczek.
Uchodził za syna Agenora. Jego pierwszą żoną, z którą miał synów Pandiona i Pleksipposa, była Kleopatra (córka Boreasza), a drugą żoną – Idaja. Od bogów otrzymał dar przepowiadania przyszłości.

## Mit
Idaja oskarżyła niesłusznie Pandiona i Pleksipposa o zniewagę. Fineus ich za to uwięził. Bogowie za karę zesłali na niego harpie, które porywały lub zanieczyszczały jedzenie, zanim zdążył je włożyć do ust. Bracia jego pierwszej żony, Kalais i Zetes, którzy przybyli do Tracji wraz z Argonautami, wybawili Fineusa od śmierci głodowej.